# Dominique Rolin
Pour les articles homonymes, voir Rolin.
Dominique Rolin (née le 22 mai 1913 à Ixelles et morte le 15 mai 2012 à Paris 7e,) est une écrivaine et illustratrice belge. Elle a été membre de l'Académie royale de langue et de littérature françaises de Belgique.

## Biographie
Dominique Rolin naît le 22 mai 1913 dans un petit appartement de la rue Saint-Georges dans le quartier central d’Ixelles. Elle est issue d’une famille de la bourgeoisie bruxelloise. Son père, Jean Rolin, est directeur de la bibliothèque du ministère de la Justice, fils de l'aquarelliste Henriette Rolin-Lagrange et petit-fils de l'écrivaine Élise Laurillard-Fallot. Sa mère, Esther Rolin, sœur de l'écrivain Judith Cladel, est la fille de l’écrivain Léon Cladel et la nièce du journaliste, écrivain et compositeur Louis Mullem. Parisienne issue côté maternel d’une famille hollandaise d’origine judéo-polonaise, Esther se consacre à l’enseignement de la diction au lycée Dachsbeck à Bruxelles. Grâce à la forte personnalité de ses parents, à la non-retenue dont ils faisaient preuve, Dominique Rolin a pu bénéficier d’un environnement favorisant son épanouissement.
En 1915 naît un frère, Denys, puis 1918, une sœur, Françoise. À l’âge de cinq ans Dominique Rolin entre dans une institution religieuse. Les Rolin quittent l’appartement de la rue Saint-Georges en 1920 pour emménager avenue Beauséjour, dans le quartier chic d’Uccle. Dominique entre à l’école primaire du lycée Dachsbeck. Les Rolin restent six années avenue Beau-Séjour avant de déménager à nouveau pour s’installer, cette fois de manière définitive, chaussée de Boitsfort, à l’orée de la forêt de Soignes, au sud de Bruxelles. Elle lit déjà beaucoup.
En 1927, Jean Rolin, épris d’une de ses élèves demande le divorce et quitte la maison familiale. Esther refusant cette séparation, un climat de forte tension et de violence règne durant quatre années dans la maison de Boitsfort, jusqu'au divorce en 1931,. À dix-sept ans Dominique Rolin obtient, avec une année d’avance sur le cursus habituel de l’époque, son diplôme d’études secondaires au lycée Dachsbeck. Et c’est à dix-huit ans qu’elle commence des études artistiques à La Cambre (Ixelles).
En 1932, Dominique Rolin entre à l'École du service social, rue du Grand Cerf, et entreprend des études de bibliothécaire. La même année naît sa première publication : la nouvelle Repas de famille paraît dans Le Flambeau, revue politique et littéraire belge, dirigée par Henri Grégoire.
De 1933 à 1936, elle travaille à la librairie générale de Bruxelles. Elle entre alors comme attachée à la bibliothèque de l’université libre de Bruxelles. Elle écrit son tout premier roman, Les Pieds d’argile mais ne trouve pas d’éditeur. L'année 1936 voit aussi la publication d’une nouvelle, La Peur, dans la revue littéraire parisienne de Jean Paulhan Mesures. Dominique Rolin ressent de plus en plus l’écriture comme une nécessité. Elle épouse en 1937 un personnage un peu fou qui se dit poète, Hubert Mottart (1910-1984). En 1938, de cette union naît Christine. La publication des Marais en 1942 amène Dominique Rolin à être reconnue du milieu littéraire parisien. En 1944, elle publie Anne la bien-aimée. Elle devient alors la maîtresse de Robert Denoël.
Début 1946, sachant que sa carrière ne peut se construire et s’épanouir dans ces conditions de tension et de précarité, elle décide de tout quitter, Belgique, mari, famille et enfant pour s’installer à Paris. Elle travaille alors comme illustratrice pour le journal Les Nouvelles littéraires, illustrant par exemple en 1950 un récit historique de Jean Gallotti sur la vie de Marceline Desbordes-Valmore, Au temps des romances.
Lors d’un cocktail donné aux éditions Denoël, à l’occasion de la sortie de son ouvrage Les Deux sœurs, Dominique Rolin fait la connaissance d’un journaliste des Nouvelles littéraires qui lui confie avoir le projet de publier un article sur elle[réf. nécessaire]. Il lui précise qu’il aime que ses articles soient toujours joliment illustrés et qu’il fait régulièrement appel, pour cette tâche, à un dessinateur-sculpteur de talent, qui tient le rôle « d’illustrateur officiel » aux Nouvelles littéraires, Bernard Milleret. Rendez-vous est rapidement pris pour une séance de pose, et un portrait de Dominique Rolin par Bernard Milleret apparait en novembre 1947 dans Les Nouvelles littéraires. Au mois d’avril 1947 elle quitte sa chambre de l’hôtel des Balcons pour s’installer avec lui dans son atelier de l’avenue de Châtillon. En 1948 paraît, chez Denoël, Moi qui ne suis qu'amour.
En 1950, Dominique Rolin et Bernard Milleret, bien que démunis, vivent en effet quelques années de félicité entre l’avenue de Châtillon et Saint-Germain-des-Prés, au milieu de l’élite littéraire et artistique du moment. Les ouvrages de l’auteur n’apportant pas de rentrées régulières, c’est une époque où l’argent du couple provient plutôt des portraits d’auteurs et des illustrations que Milleret réalise périodiquement pour Les Nouvelles littéraires, Les Lettres françaises, Action.
Le Souffle est couronné par le prix Femina en 1952. Au reste, c’est le moment que choisit Gaston Gallimard pour proposer à l’auteur, nouvellement et brillamment promu, de faire partie des auteurs de la maison. Au terme de cet accord, et avec l’assentiment de Paul Flamand, Dominique Rolin est à nouveau publiée chez Denoël, dont Gaston Gallimard s’était récemment porté acquéreur. Les Quatre coins sort en 1954 et en janvier 1955, l’écrivain et le sculpteur décident de se marier. Bernard Milleret meurt en mars 1957.
En 1958, soit trois années après sa dernière production, Dominique Rolin publie Artémis. La même année, André Barsacq monte L'Épouvantail, son unique pièce, au Théâtre de l'Œuvre. En 1958 toujours, elle rencontre Philippe Sollers. Une forte relation se crée entre eux, marquée par une longue correspondance amoureuse,.
Elle quitte Villiers-sur-Morin en février 1959 et retourne s’installer définitivement à Paris. Le Lit est publié en 1960. Ces trois années ont été nécessaires à l’auteur pour « faire son deuil » et être capable de crever l’abcès de la souffrance vécue au cours des dernières années de vie avec Milleret.
Le 11 février 1965 elle est évincée du jury du prix Femina. Cette éviction, dont la presse se fait l’écho, est en partie provoquée par l’auteur. Elle trouve en effet que les femmes membres du jury sont encore trop imprégnées de la littérature du XIXe siècle. De plus, celles-ci n’avaient pas apprécié qu’elle soutienne les écrits de Robert Pinget et son ouvrage L’Inquisitoire.
Cette nouvelle disponibilité lui permet d’être élue membre du jury du Prix Roger Nimier (Prix créé par Florence Gould en 1963]. En 1965, sa mère, Esther, meurt. Dominique Rolin évoque dans plusieurs de ses œuvres l'image de son père et de sa mère, de son enfance, de son passé, et de sa vie. Maintenant sort en 1967, Le Corps en 1969, Les Éclairs en 1971, et Lettre au vieil homme en 1973. En 1975, Jean Rolin meurt, dix ans après sa femme.
En 1978, elle publie L’Enragé, une autobiographie apocryphe et posthume du peintre flamand Pieter Brueghel l'Ancien. Brueghel, cloué sur son lit d’agonie, voit défiler toute sa vie. L’ouvrage est couronné par le prix Franz Hellens.
Elle donne des conférences, rédige des articles critiques, participe à des colloques, voyage en Europe, aux États-Unis, en Égypte pour y retrouver sa fille Christine Mottart, se rend régulièrement à Juan-les-Pins, où l’invite Florence Gould, la veuve du fondateur de la station balnéaire.
En 1980, elle reçoit le prix Kléber Haedens pour L’Infini chez soi, premier volume de ce que l’auteur appelle sa « trilogie ». L’Enfant-roi paraît en 1986.
En 1988, Trente ans d’amour fou, édité chez Gallimard, vient dévoiler au lecteur la fertilité de l’amour, cette fécondité créatrice partagée entre Jim et Dominique. Lors de Bouillon de Culture, l'émission de Bernard Pivot en mars 2000, elle répond « oui » à la question que lui pose l'animateur : « le Jim de vos livres, c'est bien Sollers ? »,,,. Succédant à Marguerite Yourcenar en qualité de membre étranger représentant la France, c’est en avril 1989 que sa nomination à l'Académie royale de langue et de littérature françaises de Belgique consacre la carrière de Dominique Rolin. 1990 : Vingt chambres d’hôtel reçoit le Prix Roland de Jouvenel de l’Académie française.
Le Grand Prix Thyde Monnier de la Société des gens de lettres pour l’ensemble de son œuvre lui est décerné en 1991. Jean Antoine réalise, l’année suivante, un téléfilm retraçant la vie et la carrière de l’auteur : Dominique Rolin, l’infini chez soi, un documentaire de cinquante minutes dans lequel se succèdent interviews de l’auteur, lectures de passages de ses ouvrages, lieux marquant sa vie. Il est diffusé sur la chaîne belge RTBF et sur la chaîne française France 3.
Dominique Rolin est élue présidente du jury du prix Roger Nimier en 1995 ; elle y reste jusqu’en 2001, et son œuvre est récompensée par le Grand prix national des Lettres en 1994.
L’Accoudoir, appui de fenêtre d’où l’auteur contemple le monde, sort en 1996. C’est à l’occasion de grands travaux dans l’immeuble bicentenaire de la rue de Verneuil que La Rénovation voit le jour en 1998. En mars 2000 paraît Journal amoureux, roman à la gloire de l’être aimé depuis quarante ans, Philippe Sollers. Le Futur immédiat, 31 décembre 2001, sort en parallèle avec un livre d’entretiens, Plaisirs. Elle poursuit toujours dans la veine autobiographique. Lettre à Lise sort en 2003.
Elle meurt le 15 mai 2012, quelques jours avant ses 99 ans. Elle est inhumée au cimetière du Père-Lachaise (52e division).
Les ouvrages de Dominique Rolin ont été publiés et traduits dans de nombreuses langues comme l’anglais, l’allemand, le néerlandais, mais aussi l’italien, le japonais, le chinois, le serbo-croate et le slovène.

## Ouvrages

### Romans
- 1942 : Les Marais (Denoël)
- 1946 : Les Deux Sœurs (Denoël)
- 1948 : Moi qui ne suis qu'amour (Denoël)
- 1950 : L'ombre suit le corps (Seuil)
- 1951 : Les Enfants perdus (Denoël)
- 1952 : Le Souffle (Seuil)
- 1954 : Les Quatre coins (Seuil)
- 1955 : Le Gardien (Denoël)
- 1958 : Artémis (Denoël)
- 1960 : Le Lit (Denoël)
- 1962 : Le For intérieur (Denoël)
- 1965 : La Maison, la Forêt (Denoël)
- 1967 : Maintenant (Denoël)
- 1969 : Le Corps (Denoël)
- 1971 : Les Éclairs (Denoël)
- 1973 : Lettre au vieil homme (Denoël)
- 1975 : Deux (Denoël)
- 1977 : Dulle Griet (Denoël)
- 1978 : L'Enragé (Ramsay)
- 1980 : L'Infini chez soi (Denoël)
- 1982 : Le Gâteau des morts (Denoël)
- 1983 : La Voyageuse (Denoël)
- 1986 : L'Enfant-roi (Denoël)
- 1988 : Trente ans d’amour fou (Gallimard)
- 1990 : Vingt chambres d’hôtel (Gallimard)
- 1992 : Deux femmes un soir (Gallimard)
- 1994 : Le Jardin d'agrément (Gallimard)
- 1996 : L'Accoudoir (Gallimard)
- 1998 : La Rénovation (Gallimard)
- 2000 : Journal amoureux (Gallimard)
- 2001 : Le Futur immédiat (Gallimard)
- 2003 : Lettre à Lise (Gallimard)[22]

### Écrits divers
- 1932 : Repas de famille, nouvelle parue dans la revue Le Flambeau
- 1935 : Les Pieds d’argile, roman inédit
- 1936 : La Peur, nouvelle parue dans la revue Mesures
- 1944 : Anne la bien-aimée, récit (Denoël)
- 1957 : L'Épouvantail, pièce en quatre actes (Gallimard)
- 1967 : Carnet de Cannes, album (La Bibliothèque des Arts), dessins de Jules Cavaillès
- 1971 : Le Fauteuil magique, jeunesse (Casterman), images de Gitta Walder
- 1975 : Casquette, ou les Tribulations d'un chien, jeunesse (Casterman), imagés de Christiane Mazay
- 1990 : Bruges la vive, récit (Ramsay et De Cortanze)
- 1993 : Les Géraniums : nouvelles de jeunesse et quelques autres (La Différence)
- 1994 : Train de rêves, récit (Gallimard)
- 2001 : Plaisirs, entretiens (Gallimard)

### Correspondance
Une abondante correspondance échangée avec Philippe Sollers est conservée au Cabinet des manuscrits de la Bibliothèque royale de Belgique dans un fonds spécial. De nombreux documents, cahiers de notes et dessins sont également conservés dans ce fonds.
En 2017, Gallimard publie un choix de lettres  de Philippe Sollers adressées à Dominique Rolin : Lettres à Dominique Rolin. 1958-1980, édition établie, présentée et annotée par Frans De Haes. Et en 2019, Lettres à Dominique Rolin, 1981-2008.
En 2018, Gallimard publie Lettres à Philippe Sollers, 1958-1980 de Dominique Rolin, édition établie, présentée et annotée par Jean-Luc Outers. Et en 2020, Lettres à Philippe Sollers, 1981-2008, édition établie et présentée par Jean-Luc Outers et annotée par Frans de Haes. Dans ces quatre volumes il s'agit d'un choix de lettres. Les éditeurs précisent que le travail de transcription et d'édition se poursuit.

## Décoration
- Commandeur de la Légion d'honneur